# Antoni Asunción
Antoni Asunción Hernández (ur. 12 lipca 1951 w Manises, zm. 5 marca 2016 w Walencji) – hiszpański polityk, przedsiębiorca i samorządowiec, parlamentarzysta, w latach 1993–1994 minister spraw wewnętrznych.

## Życiorys
Podjął nieukończone studia z zakresu inżynierii przemysłowej, później został absolwentem zarządzania przedsiębiorstwem.
W 1977 dołączył do Hiszpańskiej Socjalistycznej Partii Robotniczej (PSOE). W latach 1979–1983 był alkadem swojej rodzinnej miejscowości. Następnie kierował Diputación Provincial de Valencia, organem zarządzającym prowincją Walencja. W 1988 został dyrektorem generalnym służby więziennej, a w 1991 sekretarzem generalnym do spraw penitencjarnych w administracji publicznej.
W latach 1993–1996 sprawował mandat posła do Kongresu Deputowanych V kadencji. Od listopada 1993 do maja 1994 pełnił funkcję ministra spraw wewnętrznych w czwartym rządzie Felipe Gonzáleza. Podał się do dymisji po ucieczce z Hiszpanii oskarżanego o korupcję Luisa Roldána, byłego dyrektora generalnego Guardia Civil. W 1999 był kandydatem PSOE na prezydenta wspólnoty autonomicznej, jednak jego ugrupowanie przegrało wybory. Uzyskał wówczas mandat deputowanego do kortezów Walencji, z którego w tym samym roku zrezygnował.
Zawodowo następnie związany z sektorem prywatnym. W 2010 próbował powrócić do aktywności politycznej, bez powodzenia ubiegał się o przywództwo w regionalnej PSOE. Krytykował następnie swoje ugrupowanie, zarzucając nieprawidłowości wyborcze, co w 2011 skutkowało zawieszeniem go w prawach członka partii.